# Euthycerina pilosa
Euthycerina pilosa är en tvåvingeart som beskrevs av Malloch 1933. Euthycerina pilosa ingår i släktet Euthycerina och familjen kärrflugor. Inga underarter finns listade i Catalogue of Life.